# Stjarnan
Ungmennafélagið Stjarnan (zkráceně UMF Stjarnan) je islandský sportovní klub, který se specializuje na fotbal, sídlící ve městě Garðabær. Aktuálně hraje islandskou ligu Úrvalsdeild.
Klub se proslavil svými netradičními oslavami gólů, např. imitace chycení ryby, lidské kolo, střílející Rambo nebo jízda na čtyřbobu, které se rozšířily na internetu a v televizích.
V Evropské lize 2014/15 se probojoval z 1. předkola až do 4. předkola (tzv. play-off předkola).

## Úspěchy
- 1× vítěz Úrvalsdeild (2014)
- 1× vítěz Islandský fotbalový pohár (2018)[2]

## Známí hráči
- Veigar Páll Gunnarsson
- Árni Gautur Arason
- Bjarni Sigurdsson
- Arnór Guðjohnsen